# Design

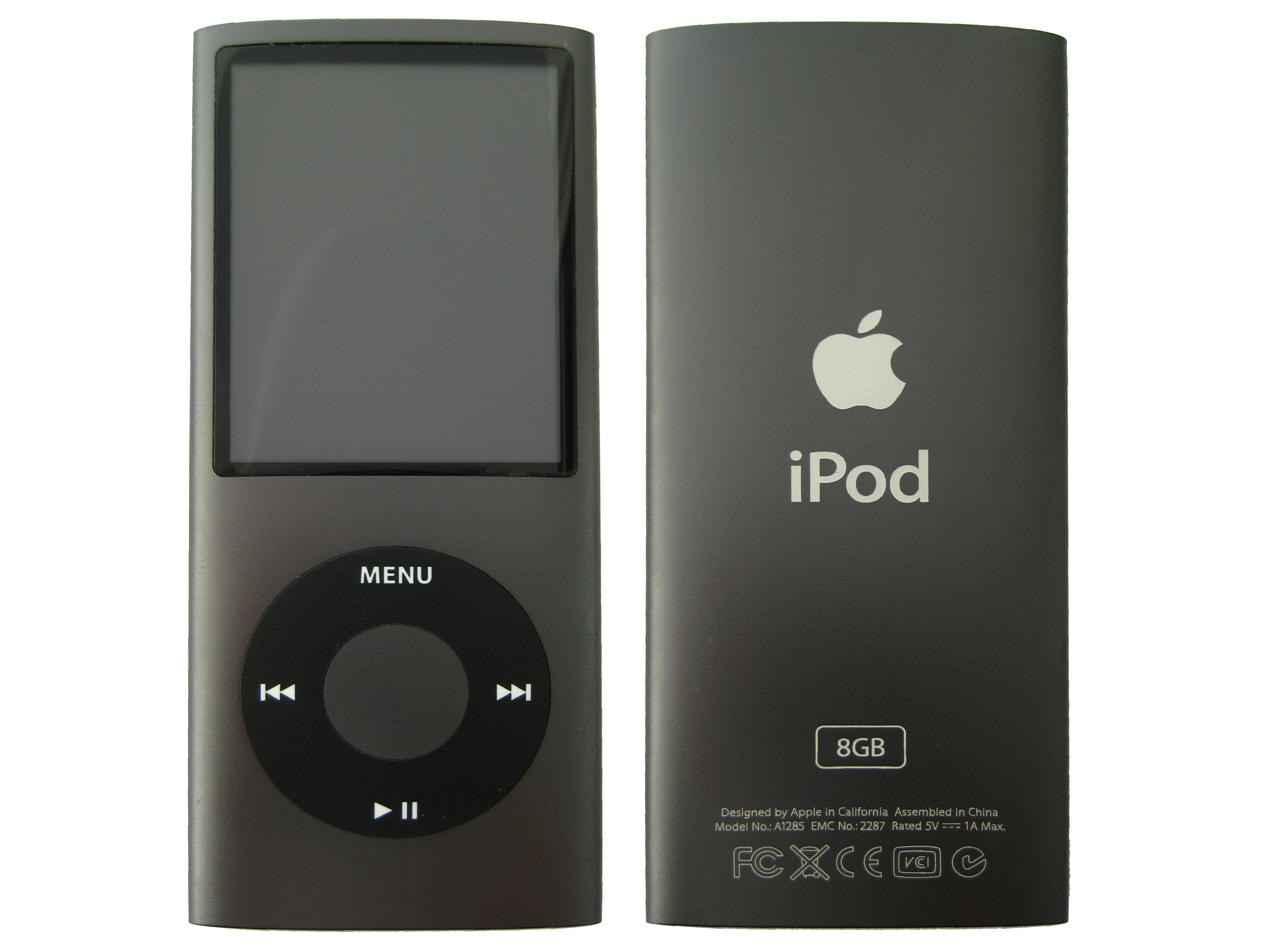
iPod, reconhecido pelo design de alta qualidade.

Design (do latim: "designare": destacar, refere-se à projeto) conceitos aplicado na criação de produto que une funcionalidade e estética com um propósito específico; é a idealização, criação, concepção, elaboração e, especificação de produtos, normalmente produzidos industrialmente ou por meio de sistema de produção em série que demanda padronização dos componentes e desenho normalizado. Essa é uma atividade estratégica, técnica e criativa, normalmente orientada por uma intenção ou objetivo, ou para a solução de um problema.
Exemplos de uso do design incluem projetar vários tipos de objetos, como utensílios domésticos, vestimentas, máquinas, ambientes, serviços, marcas e também imagens, como em peças gráficas, famílias de letras (tipografia), livros e, interfaces digitais de softwares ou de páginas da internet, entre outros.
O design recorre a algumas disciplinas como por exemplo: antropometria, economia, biônica, ecologia, entre outras.
O design é também uma profissão, cujo profissional é o designer, que normalmente se especializam em uma determinada área/atividade. Atualmente as especializações mais comuns são: design de interação, design visual, design de produto, design de moda, design de interiores,  design gráfico e, design de serviço.

## História
Mesmo estando presente em vários momentos da história da civilização, como busca da união da estética dos objetos às suas funcionalidades, as práticas que caracterizam o design moderno tomaram corpo na Revolução Industrial. Posteriormente, no meio cultural e industrial alemão da primeira década do século vinte, o design passou a ser tomado como um objeto de estudo e seus conhecimentos organizados em uma disciplina.
O design no Brasil foi bastante influenciado, principalmente no seu ensino, pela tradição alemã da Deutscher Werkbund (Federação Alemã do Trabalho), da Bauhaus e da Escola de Ulm.
A primeira instituição a oferecer um curso superior em design no Brasil foi a Escola Superior de Desenho Industrial - ESDI. Fundada no ano de 1962 como uma entidade autônoma, seu modelo de ensino foi fortemente influenciado pelo modelo alemão da Escola de Ulm. No ano de 1975 ela foi incorporada ao Centro de Tecnologias e Ciências da UERJ, passando a fazer parte da citada.

## Profissão
O senso comum costuma perceber o desenho industrial apenas pelas suas intervenções estéticas. Entretanto, uma importante preocupação do design é unir a forma e a função desse objeto, e como ele se relaciona com o usuário. E, em um processo de retroalimentação, as intervenções do desenho industrial no produto acabam, inclusive, por otimizar suas funções.
O crescimento e aperfeiçoamento da produção industrial contemporânea aumenta a importância da concepção e acabamento formal dos produtos. Na construção de um produto, os designers levam em conta valores estéticos que possam ser aliados aos aspectos de funcionalidade do tal item, permitindo seu melhor posicionamento no mercado. Bens podem se tornar mais desejados apenas com alterações em sua abordagem de desenho industrial.

## Estudo
O estudo do design sempre esteve ligado a outras áreas do conhecimento como a psicologia, a teoria da arte, a comunicação e a ciência da cognição. No entanto, o design possui um conhecimento próprio que se desenvolveu através da sua história, mas tem se tornado mais evidente nos últimos anos. Isso pode ser percebido pela criação de cursos de doutorado e mestrado específicos sobre design em todo o mundo.
Certos pesquisadores vêm buscando compreender melhor esse conhecimento próprio, que segundo alguns constitui uma filosofia do design. Estudam as hipóteses, fundações e implicações do design. O campo é definido por um interesse em um conjunto de problemas, ou interesse nas preocupações centrais ou fundamentais do design. Além desses problemas centrais para o design como um todo, muitos filósofos do design consideram que esses problemas como aplicados às disciplinas específicas (por exemplo, a filosofia da arte).
O filósofo checo naturalizado brasileiro Vilém Flusser estudou a relação entre os objetos e os seres humanos, com especial atenção à fotografia. Ele dava ao design uma importância central na criação da cultura, principalmente na contemporânea.
Um exemplo desse tipo de conhecimento é o estudo da tipografia, sua história e seu papel na estruturação do conhecimento humano.

## Outras acepções
Na filosofia o substantivo abstrato design refere-se a objetividade, propósito, ou teleologia. O conceito é bastante moderno, e se interpõe entre ideias clássicas de sujeito e objeto. O design é então oposto à criação arbitrária, sem objetivo ou de baixa complexidade.

No Brasil, desenho industrial é uma categoria de direito autoral passível de proteção regulamentada na Lei 9.279/96. É importante ressaltar que deve ser um resultado visual novo para que tenha a referida proteção na legislação brasileira. O registro de desenho industrial vigorará pelo prazo de 10 (dez) anos e admite 3 (três) prorrogações por períodos sucessivos de 5 (cinco) anos cada. O pedido de prorrogação deverá ser formulado durante o último ano de vigência do registro.
- Commons
- Wikcionário

### Brasil
- Portal DesignBrasil - do Programa Brasileiro de Design
- Associação dos Designers Gráficos
- Centro Brasil Design

### Portugal
- Centro Português de Design
- APD Associação Portuguesa de Designers